# Can Tries-Gornal (métro de Barcelone)
Can Tries | Gornal est une station des lignes 9 et 10 du métro de Barcelone.

## Histoire
La station entre en service sur la ligne 9 lors de l'ouverture de la trame sud de la ligne le 12 février 2016 ; et le 8 septembre 2018 sur la ligne 10 lors de l'ouverture de la trame sud de la ligne.